# Milików
Milików (niem. Herzogswaldau) – wieś w Polsce położona w województwie dolnośląskim, w powiecie bolesławieckim, w gminie Nowogrodziec.

## Położenie
Milików to duża wieś o długości około 2,1 km, leżąca na Pogórzu Izerskim, w dolinie Iwnicy, na wysokości około 195–205 m n.p.m.

## Podział administracyjny
W latach 1945–54 siedziba gminy Milików. W latach 1975–1998 miejscowość administracyjnie należała do województwa jeleniogórskiego.

## Zabytki
Do wojewódzkiego rejestru zabytków wpisany jest obiekt:
- Dom nr 12 z 1810 roku.